# Licencja dostępu jednoczesnego
Licencja dostępu jednoczesnego (ang. concurrent use license) – licencja na oprogramowanie oparta na liczbie osób jednocześnie korzystających z oprogramowania, przy czym nieistotne jest to, które imiennie osoby uruchamiają je w danym momencie, w przeciwieństwie do licencji stanowiskowej, gdzie osoby są wymienione imiennie. Każda osoba powyżej zakupionego limitu, która zechce skorzystać z oprogramowania, otrzyma komunikat o zabronionym dostępie i będzie musiała czekać na opuszczenie puli przez jednego z użytkowników.